# Jerzy Zdziechowski

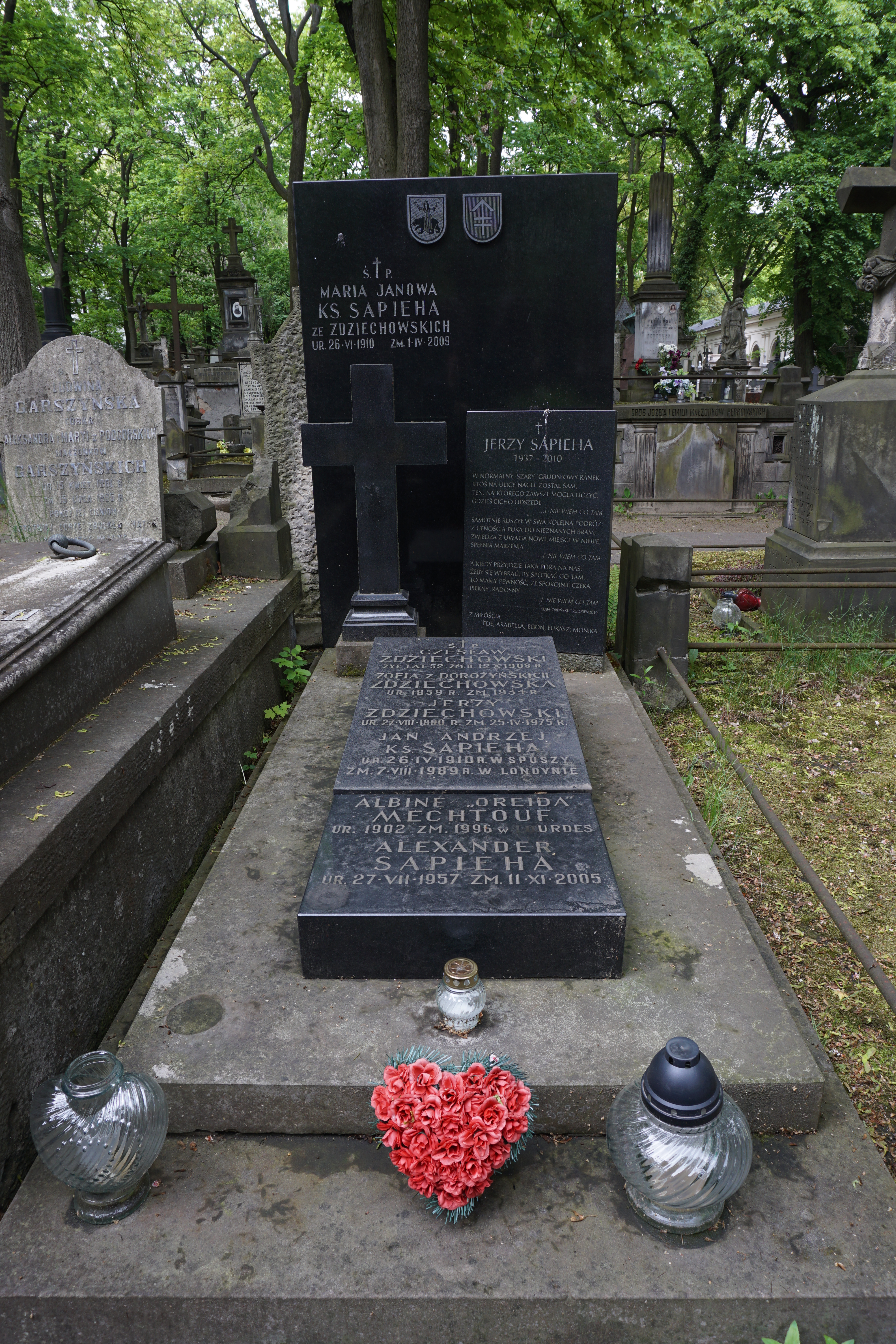
Grób Jerzego Zdziechowskiego na cmentarzu Powązkowskim

Jerzy Zdziechowski h. Rawicz (ur. 27 sierpnia 1880 w Rozdole w powiecie bałckim guberni podolskiej, zm. 25 kwietnia 1975 w Krakowie) – polski polityk i ekonomista, minister skarbu, poseł na Sejm I kadencji w II RP z ramienia Związku Ludowo-Narodowego.

## Życiorys
Urodził się w rodzinie ziemiańskiej. Syn Czesława Zdziechowskiego i Zofii Dorożyńskiej. Gimnazjum ukończył w Odessie i Akademii w Antwerpii. Jako prezes komitetu obywatelskiego guberni lubelskiej był członkiem Centralnego Komitetu Obywatelskiego Królestwa Polskiego w Rosji w 1915 roku. W 1916 wiceprzewodniczący Rady Zjazdu Polskich Organizacji Pomocy Ofiarom Wojny w Moskwie. Był członkiem Komisji Likwidacyjnej do spraw Królestwa Polskiego. Był członkiem Komitetu Narodowego Polskiego W kwietniu 1917 roku był członkiem Tymczasowego Zarządu Związku Wojskowych Polaków Garnizonu Mińskiego (de facto Frontu Zachodniego). W latach 1917–1918 jeden z przywódców Rady Polskiej Zjednoczenia Międzypartyjnego w Petersburgu. Był współorganizatorem korpusów wschodnich. Był członkiem Ligi Narodowej.
Po wojnie działacz Związku Ludowo-Narodowego (ZLN) oraz Stronnictwa Narodowego. Był jednym z organizatorów nieudanej próby zamachu stanu w Polsce w nocy z 4 na 5 stycznia 1919 (tzw. pucz Januszajtisa), skierowanej przeciw rządowi Jędrzeja Moraczewskiego. Był uczestnikiem I Konferencji Żydoznawczej zorganizowanej przez Towarzystwo „Rozwój” w dniach 4–8 grudnia 1921 roku. W latach 1925–1926 piastował funkcję ministra skarbu. W latach 1926–1933 członek Rady Obozu Wielkiej Polski. W latach 1922–1927 poseł na Sejm z ramienia ZLN. W nocy z 30 września na 1 października 1926 został brutalnie pobity we własnym mieszkaniu w Warszawie. Pobicia dokonali ludzie w mundurach, których tożsamość do dziś nie została ustalona. Zdziechowski był w opozycji względem rządów sanacji; był także jednym z głównych inspiratorów obstrukcji budżetowych. Wielu ówczesnych publicystów obwiniało (choć nie bezpośrednio) Józefa Piłsudskiego o wydanie polecenia zastraszenia Zdziechowskiego.
Tuż po napadzie otrzymał Miecze Hallerowskie.
Czynnie działał w kilku władzach związków gospodarczych. Po agresji III Rzeszy i ZSRR na Polskę udał się na emigrację. Przebywał w Londynie. Członek Polskiego Towarzystwa Naukowego na Obczyźnie (od 1955).
Jest autorem wielu prac, głównie z zakresu ekonomii. W 1933 wydał pod pseudonimem W.M. Dęboróg powieść Czeki bez pokrycia (Wydawnictwo „Rój” w Warszawie), którą świadomie stylizował na prozę poczytnego w latach 30. Tadeusza Dołęgi-Mostowicza. Dzięki temu rzeczywiście przez wiele lat krytycy literaccy przypisywali ten utwór Mostowiczowi. Powieść ta była ostrą krytyką rządów sanacyjnych.
Jego żoną była Marta z Bławdziewiczów, córka Mieczysława i Klementyny z Ciundziewickich (siostry Michała Ciundziewickiego). Miał jedną córkę – Marię, żonę Jana Andrzeja Sapiehy (1910–1989), autorkę wspomnień o sobie i swoim ojcu.
Zmarł w Krakowie. Został pochowany na cmentarzu Powązkowskim w Warszawie (kwatera 20-2-22).